# حزب عوامي الوطني (ولي)
حزب عوامي الوطني (ولي) هو حزب سياسي باكستاني منشق عن حزب عوامي الوطني من تأسيس خان عبد الولي خان، بعد انقسام عام 1967 في خطة العمل الوطنية بين عبد الحميد خان بهشاني وخان عبد الولي خان. تم تسمية فصيل عبد الولي خان لاحقًا باسم حزب عوامي الوطني بعد انفصال شرق باكستان.
حُظرت خطة العمل الوطنية مرتين، المرة الأولى في ظل حكومة يحيى خان في عام 1971، والمرة الثانية في عام 1975 من قبل حكومة ذو الفقار علي بوتو. ثم تم إحيائها تحت اسم حزب عوامي الوطني.
مثّل الحزب وجهات نظر يسارية في باكستان، وطالب بإصلاحات الأراضي، وحماية حقوق المستأجرين، وإعادة توزيع الثروة من خلال التأميم، وإجراء انتخابات نزيهة وحماية القضاء المستقل وحرية الصحافة. تنافس في انتخابات عام 1970، وفاز بثاني أكبر عدد من المقاعد في خيبر بختونخوا، وهو الأكبر في بلوشستان، وعدد قليل من المقاعد في مجلس مقاطعة شرق باكستان. وفشل في الفوز بأي مقاعد في البنجاب والسند.
حُلَّ الحزب في عام 1975، وتم إحيائه في عام 1976 تحت اسم الحزب الوطني الديمقراطي بقيادة شرباز مازاري؛ لكنه انقسم في عام 1979 بعد خلافات ضد القيادة.و جرت محاولة قصيرة لإحياء الحزب من قبل أجمل ختك تحت اسم حزب عوامي الوطني الباكستاني في عام 2000، وخاص انتخابات عام 2002، لكنه في النهاية دُمج جزء كبير منه مع حزب الشعب الباكستاني.